# Christian Benteke
Christian Benteke Liolo (Kinshasa, 3 dicembre 1990) è un calciatore congolese (Repubblica Democratica del Congo) naturalizzato belga, attaccante del D.C. United, di cui è capitano.

## Caratteristiche tecniche
Centravanti potente ed abile finalizzatore, fisicamente robusto, in grado di fare reparto da solo. Ha la struttura muscolare di un attaccante da area di rigore, ma sa muoversi come una seconda punta, allargandosi spesso sulle fasce senza concedere punti di riferimento ai difensori. Possiede buona abilità nel gioco aereo essendo forte nei colpi di testa ed ha una forza atletica che però non gli toglie agilità. La sua carriera è stata condizionata dagli infortuni e dalla mancanza di continuità, che gli hanno impedito di esprimersi ad alti livelli con regolarità.

## Carriera

### Club

#### Aston Villa

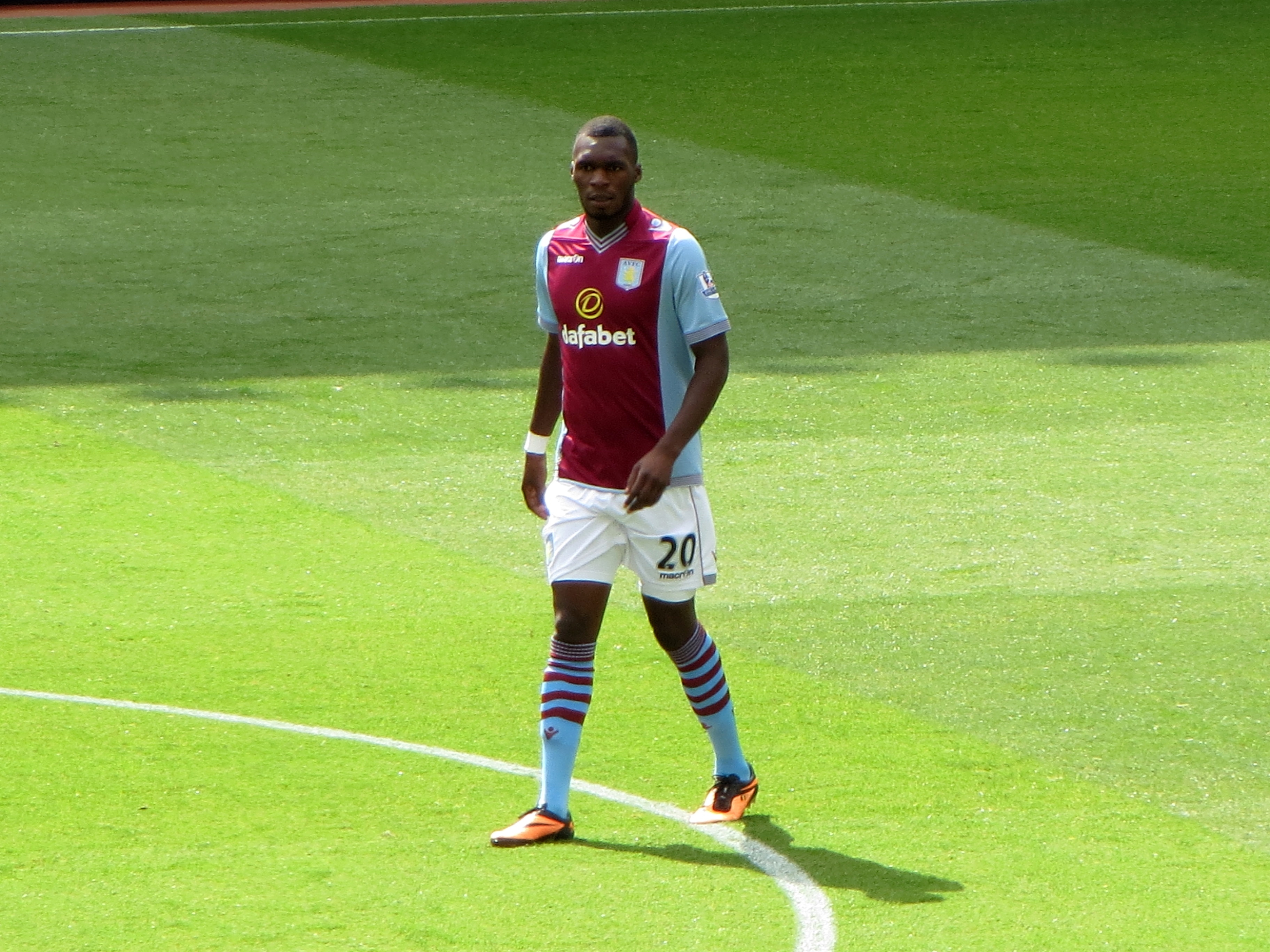
Benteke con la maglia dell'Aston Villa durante un'amichevole nell'agosto 2013.

Il 31 agosto 2012 viene acquistato per 10 milioni di euro dagli inglesi dell'Aston Villa, con cui sottoscrive un accordo quadriennale. Il 15 settembre seguente segna il suo primo gol con la nuova maglia, nella vittoria per 2-0 contro lo Swansea. Il 19 luglio 2013 rinnova il suo contratto con i Villans fino al 2017. Il 4 aprile 2014, durante una sessione di allenamento, ha riportato la rottura del tendine di Achille del piede destro, che lo ha costretto ad uno stop di circa sei mesi e quindi a saltare i Mondiali 2014 in Brasile. Il 7 aprile 2015 realizza la sua seconda tripletta in Premier League, nel pareggio casalingo per 3-3 contro il Queens Park Rangers. Chiude la stagione con 35 partite all'attivo tra campionato e coppe, segnando 15 gol.

#### Liverpool
Il 22 luglio 2015 viene acquistato dal Liverpool, che ne paga l'intera clausola rescissoria da 46,5 milioni di euro. Segna il suo primo gol con la maglia dei Reds il 17 agosto seguente, nella partita casalinga vinta per 1-0 contro il Bournemouth. In stagione, complice la concorrenza del connazionale Divock Origi e il fatto che non si integrasse nel gioco dell'allenatore dei Reds Jurgen Klopp, parte spesso dalla panchina, segnando comunque tra campionato e coppe 10 reti (9 in campionato) in 42 gare. Tra queste vanno segnalate quelle nei successi contro il Chelsea (1-3) e il Leicester (1-0) futuro vincitore della Premier; quest'ultima ha interrotto una striscia di 9 gare senza sconfitte delle Foxes.

#### Crystal Palace

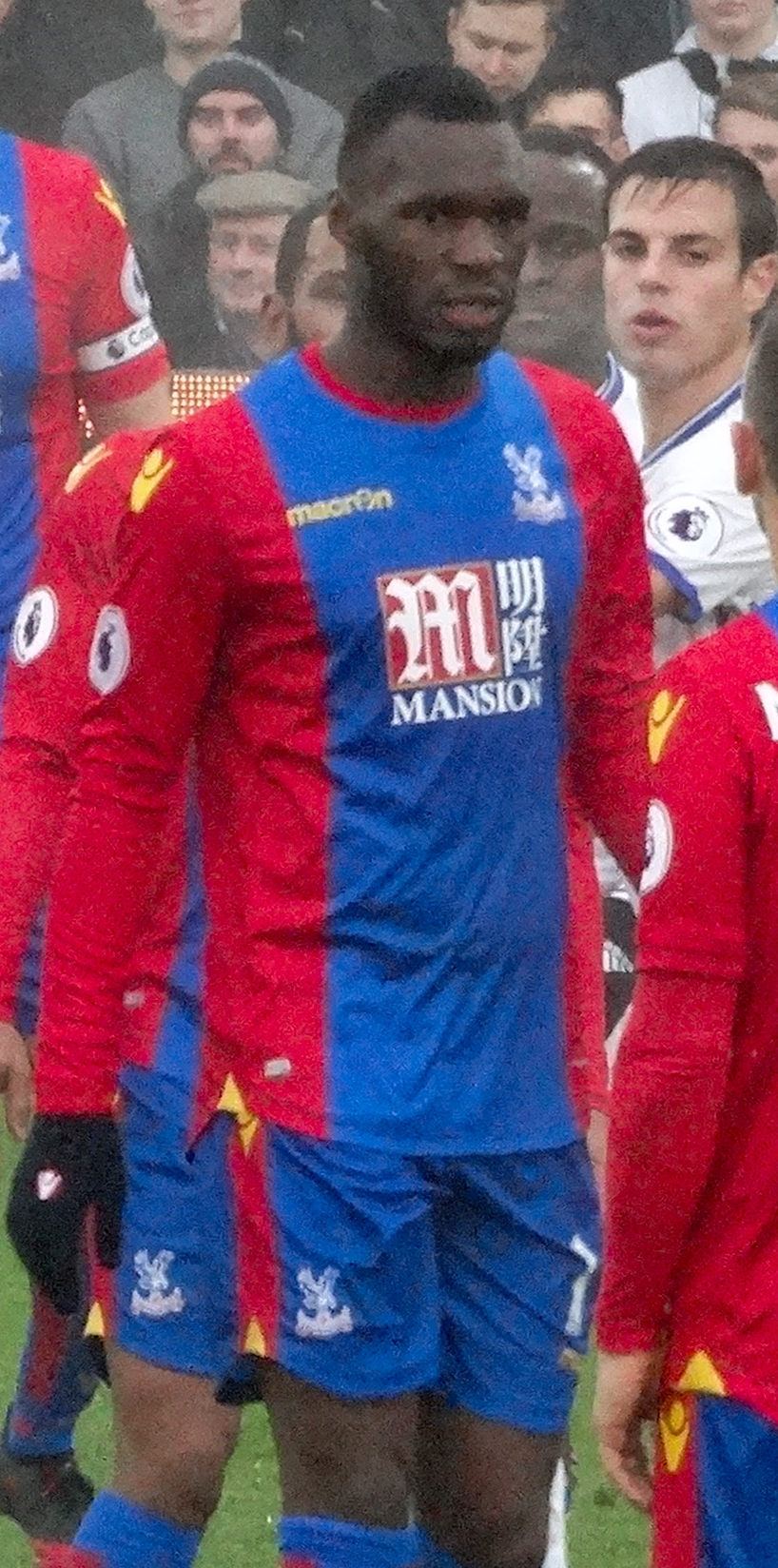
Benteke con la maglia del Crystal Palace nel 2016

Il 20 agosto 2016 viene ceduto a titolo definitivo al Crystal Palace per una cifra record di 35,5 milioni di euro; il calciatore firma un contratto di quattro anni.

#### D.C. United
Il 5 agosto 2022 viene acquistato dal D.C. United.

### Nazionale

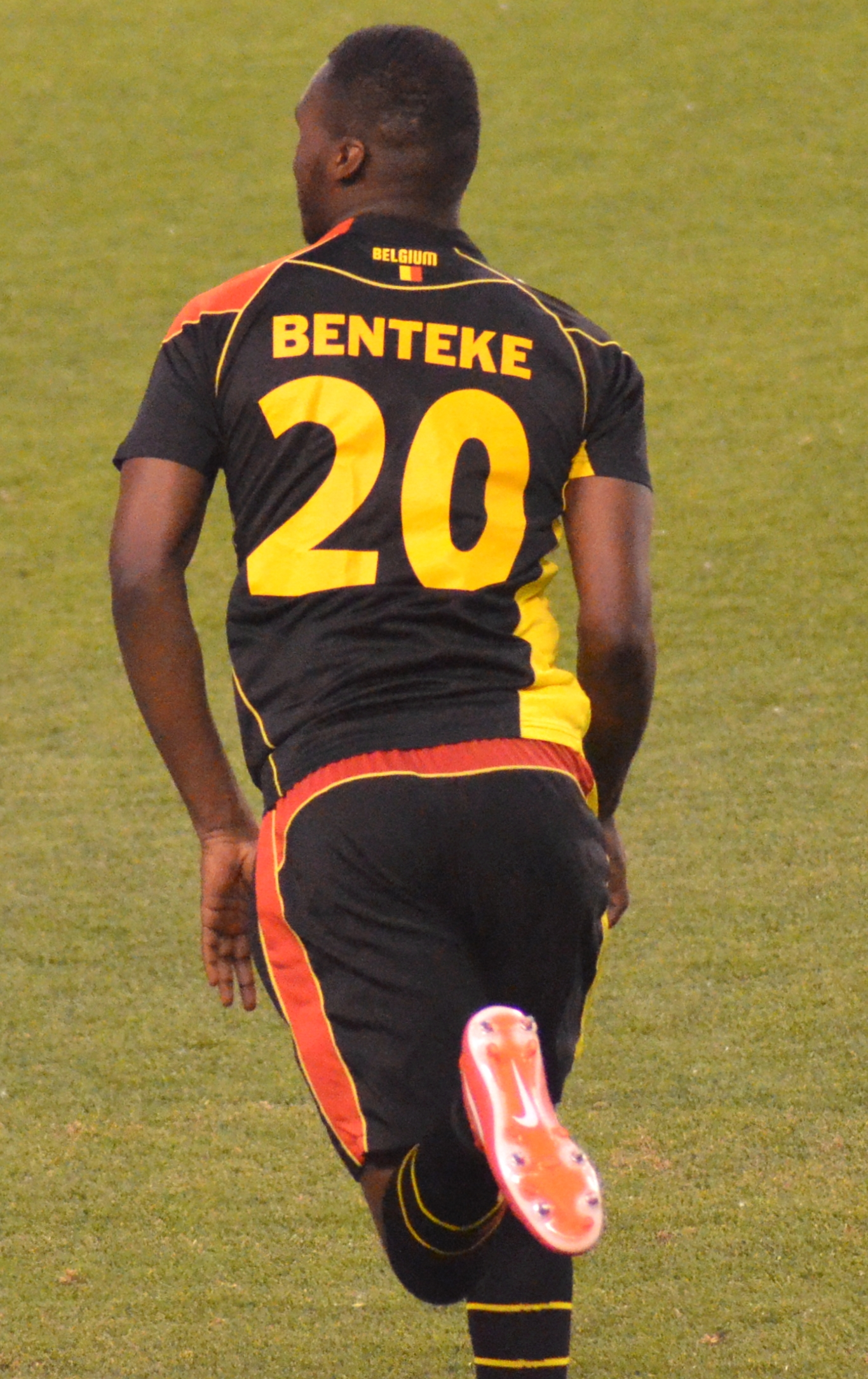
Benteke in azione con la maglia del Belgio nel 2013

Il 19 maggio 2010 debutta con la nazionale belga, nell'amichevole disputata contro la Bulgaria. Il 29 maggio 2013 realizza una doppietta in amichevole contro gli Stati Uniti.
Dopo avere saltato per infortunio i Mondiali 2014 in Brasile, viene convocato per gli Europei 2016 in Francia.
Il 10 ottobre 2016 contro il Gibilterra, match valevole per le qualificazioni ai Mondiali di Russia 2018, segna un gol dopo 8.1", battendo il record di Davide Gualtieri, che segnò dopo 8.3" in San Marino-Inghilterra, partita valida per le qualificazioni ai Mondiali di USA 1994 giocata il 17 novembre 1993. La partita finirà poi 6-0 in favore dei Diavoli Rossi, alla quale lo stesso Benteke contribuirà realizzando la sua prima tripletta in nazionale.
Non convocato per i Mondiali 2018, viene invece convocato per Euro 2020.

## Statistiche

### Presenze e reti nei club
Statistiche aggiornate all'8 giugno 2025.
| Stagione              | Squadra               | Campionato            | Campionato | Campionato | Coppe nazionali | Coppe nazionali | Coppe nazionali | Coppe continentali | Coppe continentali | Coppe continentali | Altre coppe | Altre coppe | Altre coppe | Totale | Totale |
| Stagione              | Squadra               | Comp                  | Pres       | Reti       | Comp            | Pres            | Reti            | Comp               | Pres               | Reti               | Comp        | Pres        | Reti        | Pres   | Reti   |
| --------------------- | --------------------- | --------------------- | ---------- | ---------- | --------------- | --------------- | --------------- | ------------------ | ------------------ | ------------------ | ----------- | ----------- | ----------- | ------ | ------ |
| 2007-2008             | Genk                  | D1                    | 7          | 1          | CB              | 0               | 0               | -                  | -                  | -                  | -           | -           | -           | 7      | 1      |
| 2008-gen. 2009        | Genk                  | D1                    | 3          | 0          | CB              | 0               | 0               | -                  | -                  | -                  | -           | -           | -           | 3      | 0      |
| gen.-giu. 2009        | Standard Liegi        | D1                    | 9          | 3          | CB              | 0               | 0               | UCL+CU             | 0+2                | 0                  | SB          | -           | -           | 11     | 3      |
| 2009-2010             | Kortrijk              | D1                    | 24+10      | 9+5        | CB              | 4               | 2               | -                  | -                  | -                  | -           | -           | -           | 38     | 16     |
| lug.-ago. 2010        | Standard Liegi        | D1                    | 5          | 0          | CB              | 0               | 0               | -                  | -                  | -                  | -           | -           | -           | 5      | 0      |
| 2010-2011             | Mechelen              | D1                    | 14+4       | 4+2        | CB              | 2               | 1               | -                  | -                  | -                  | -           | -           | -           | 20     | 7      |
| lug.-ago. 2011        | Standard Liegi        | D1                    | 4          | 0          | CB              | -               | -               | UCL+UEL            | 2+2                | 0                  | SB          | 1           | 0           | 9      | 0      |
| Totale Standard Liegi | Totale Standard Liegi | Totale Standard Liegi | 18         | 3          |                 | 0               | 0               |                    | 6                  | 0                  |             | 1           | 0           | 25     | 3      |
| 2011-2012             | Genk                  | D1                    | 22+10      | 10+6       | CB              | 1               | 0               | -                  | -                  | -                  | -           | -           | -           | 33     | 16     |
| lug.-ago. 2012        | Genk                  | D1                    | 5          | 3          | CB              | 0               | 0               | UEL                | 3                  | 1                  | -           | -           | -           | 8      | 4      |
| Totale Genk           | Totale Genk           | Totale Genk           | 47         | 19         |                 | 1               | 0               |                    | 3                  | 1                  |             | -           | -           | 51     | 20     |
| 2012-2013             | Aston Villa           | PL                    | 34         | 19         | FACup+CdL       | 0+5             | 4               | -                  | -                  | -                  | -           | -           | -           | 39     | 23     |
| 2013-2014             | Aston Villa           | PL                    | 26         | 10         | FACup+CdL       | 1+1             | 0+1             | -                  | -                  | -                  | -           | -           | -           | 28     | 11     |
| 2014-2015             | Aston Villa           | PL                    | 29         | 13         | FACup+CdL       | 5+0             | 2               | -                  | -                  | -                  | -           | -           | -           | 34     | 15     |
| Totale Aston Villa    | Totale Aston Villa    | Totale Aston Villa    | 89         | 42         |                 | 12              | 7               |                    | -                  | -                  |             | -           | -           | 101    | 49     |
| 2015-2016             | Liverpool             | PL                    | 29         | 9          | FACup+CdL       | 4+2             | 0               | UEL                | 7                  | 1                  | -           | -           | -           | 42     | 10     |
| 2016-2017             | Crystal Palace        | PL                    | 36         | 15         | FACup+CdL       | 2+2             | 2+0             | -                  | -                  | -                  | -           | -           | -           | 40     | 17     |
| 2017-2018             | Crystal Palace        | PL                    | 31         | 3          | FACup+CdL       | 0+0             | 0               | -                  | -                  | -                  | -           | -           | -           | 31     | 3      |
| 2018-2019             | Crystal Palace        | PL                    | 16         | 1          | FACup+CdL       | 3+0             | 0               | -                  | -                  | -                  | -           | -           | -           | 19     | 1      |
| 2019-2020             | Crystal Palace        | PL                    | 24         | 2          | FACup+CdL       | 0+1             | 0               | -                  | -                  | -                  | -           | -           | -           | 25     | 2      |
| 2020-2021             | Crystal Palace        | PL                    | 30         | 10         | FACup+CdL       | 1+0             | 0               | -                  | -                  | -                  | -           | -           | -           | 31     | 10     |
| 2021-2022             | Crystal Palace        | PL                    | 25         | 4          | FACup+CdL       | 5+1             | 0               | -                  | -                  | -                  | -           | -           | -           | 31     | 4      |
| Totale Crystal Palace | Totale Crystal Palace | Totale Crystal Palace | 162        | 35         |                 | 15              | 2               |                    | -                  | -                  |             | -           | -           | 177    | 37     |
| 2022                  | D.C. United           | MLS                   | 7          | 1          | USOC            | 0               | 0               | -                  | -                  | -                  | -           | -           | -           | 7      | 1      |
| 2023                  | D.C. United           | MLS                   | 31         | 14         | USOC            | 0               | 0               | -                  | -                  | -                  | LC          | 3           | 0           | 34     | 14     |
| 2024                  | D.C. United           | MLS                   | 30         | 23         | USOC            | 0               | 0               | -                  | -                  | -                  | LC          | 3           | 2           | 33     | 25     |
| 2025                  | D.C. United           | MLS                   | 12         | 6          | USOC            | -               | -               | -                  | -                  | -                  | LC          | -           | -           | 12     | 6      |
| Totale DC United      | Totale DC United      | Totale DC United      | 80         | 44         |                 | 0               | 0               |                    | -                  | -                  |             | 6           | 2           | 86     | 46     |
| Totale carriera       | Totale carriera       | Totale carriera       | 477        | 173        |                 | 40              | 12              |                    | 16                 | 2                  |             | 7           | 2           | 536    | 189    |

### Cronologia presenze e reti in nazionale
| Cronologia completa delle presenze e delle reti in nazionale ― Belgio | Cronologia completa delle presenze e delle reti in nazionale ― Belgio | Cronologia completa delle presenze e delle reti in nazionale ― Belgio | Cronologia completa delle presenze e delle reti in nazionale ― Belgio | Cronologia completa delle presenze e delle reti in nazionale ― Belgio | Cronologia completa delle presenze e delle reti in nazionale ― Belgio | Cronologia completa delle presenze e delle reti in nazionale ― Belgio | Cronologia completa delle presenze e delle reti in nazionale ― Belgio |
| Data                                                                  | Città                                                                 | In casa                                                               | Risultato                                                             | Ospiti                                                                | Competizione                                                          | Reti                                                                  | Note                                                                  |
| --------------------------------------------------------------------- | --------------------------------------------------------------------- | --------------------------------------------------------------------- | --------------------------------------------------------------------- | --------------------------------------------------------------------- | --------------------------------------------------------------------- | --------------------------------------------------------------------- | --------------------------------------------------------------------- |
| 19-5-2010                                                             | Bruxelles                                                             | Belgio                                                                | 2 – 1                                                                 | Bulgaria                                                              | Amichevole                                                            | -                                                                     | 65’                                                                   |
| 11-8-2010                                                             | Turku                                                                 | Finlandia                                                             | 1 – 0                                                                 | Belgio                                                                | Amichevole                                                            | -                                                                     | 66’                                                                   |
| 3-9-2010                                                              | Bruxelles                                                             | Belgio                                                                | 0 – 1                                                                 | Germania                                                              | Qual. Euro 2012                                                       | -                                                                     | 73’                                                                   |
| 25-5-2012                                                             | Bruxelles                                                             | Belgio                                                                | 2 – 2                                                                 | Montenegro                                                            | Amichevole                                                            | -                                                                     | 66’                                                                   |
| 15-8-2012                                                             | Bruxelles                                                             | Belgio                                                                | 4 – 2                                                                 | Paesi Bassi                                                           | Amichevole                                                            | 1                                                                     | 63’                                                                   |
| 11-9-2012                                                             | Bruxelles                                                             | Belgio                                                                | 1 – 1                                                                 | Croazia                                                               | Qual. Mondiali 2014                                                   | -                                                                     |                                                                       |
| 12-10-2012                                                            | Belgrado                                                              | Serbia                                                                | 0 – 3                                                                 | Belgio                                                                | Qual. Mondiali 2014                                                   | 1                                                                     | 35’                                                                   |
| 16-10-2012                                                            | Bruxelles                                                             | Belgio                                                                | 2 – 0                                                                 | Scozia                                                                | Qual. Mondiali 2014                                                   | 1                                                                     | 87’                                                                   |
| 14-11-2012                                                            | Bucarest                                                              | Romania                                                               | 2 – 1                                                                 | Belgio                                                                | Amichevole                                                            | 1                                                                     | 57’                                                                   |
| 6-2-2013                                                              | Bruges                                                                | Belgio                                                                | 2 – 1                                                                 | Slovacchia                                                            | Amichevole                                                            | -                                                                     | 46’                                                                   |
| 22-3-2013                                                             | Skopje                                                                | Macedonia                                                             | 0 – 2                                                                 | Belgio                                                                | Qual. Mondiali 2014                                                   | -                                                                     | 85’                                                                   |
| 26-3-2013                                                             | Bruxelles                                                             | Belgio                                                                | 1 – 0                                                                 | Macedonia                                                             | Qual. Mondiali 2014                                                   | -                                                                     |                                                                       |
| 29-5-2013                                                             | Cleveland                                                             | Stati Uniti                                                           | 2 – 4                                                                 | Belgio                                                                | Amichevole                                                            | 2                                                                     | 41’                                                                   |
| 7-6-2013                                                              | Bruxelles                                                             | Belgio                                                                | 2 – 1                                                                 | Serbia                                                                | Qual. Mondiali 2014                                                   | -                                                                     |                                                                       |
| 14-8-2013                                                             | Bruxelles                                                             | Belgio                                                                | 0 – 0                                                                 | Francia                                                               | Amichevole                                                            | -                                                                     | 60’                                                                   |
| 6-9-2013                                                              | Glasgow                                                               | Scozia                                                                | 0 – 2                                                                 | Belgio                                                                | Qual. Mondiali 2014                                                   | -                                                                     |                                                                       |
| 14-11-2013                                                            | Bruxelles                                                             | Belgio                                                                | 0 – 2                                                                 | Colombia                                                              | Amichevole                                                            | -                                                                     | 75’                                                                   |
| 5-3-2014                                                              | Bruxelles                                                             | Belgio                                                                | 2 – 2                                                                 | Costa d'Avorio                                                        | Amichevole                                                            | -                                                                     | 73’                                                                   |
| 12-11-2014                                                            | Bruxelles                                                             | Belgio                                                                | 3 – 1                                                                 | Islanda                                                               | Amichevole                                                            | -                                                                     | 76’                                                                   |
| 16-11-2014                                                            | Bruxelles                                                             | Belgio                                                                | 0 – 0                                                                 | Galles                                                                | Qual. Euro 2016                                                       | -                                                                     | 62’                                                                   |
| 28-3-2015                                                             | Bruxelles                                                             | Belgio                                                                | 5 – 0                                                                 | Cipro                                                                 | Qual. Euro 2016                                                       | 1                                                                     | 77’                                                                   |
| 31-3-2015                                                             | Gerusalemme                                                           | Israele                                                               | 0 – 1                                                                 | Belgio                                                                | Qual. Euro 2016                                                       | -                                                                     | 67’                                                                   |
| 7-6-2015                                                              | Saint-Denis                                                           | Francia                                                               | 3 – 4                                                                 | Belgio                                                                | Amichevole                                                            | -                                                                     | 59’                                                                   |
| 12-6-2015                                                             | Cardiff                                                               | Galles                                                                | 1 – 0                                                                 | Belgio                                                                | Qual. Euro 2016                                                       | -                                                                     |                                                                       |
| 6-9-2015                                                              | Nicosia                                                               | Cipro                                                                 | 0 – 1                                                                 | Belgio                                                                | Qual. Euro 2016                                                       | -                                                                     | 46’                                                                   |
| 28-5-2016                                                             | Ginevra                                                               | Svizzera                                                              | 1 – 2                                                                 | Belgio                                                                | Amichevole                                                            | -                                                                     | 85’                                                                   |
| 1-6-2016                                                              | Bruxelles                                                             | Belgio                                                                | 1 – 1                                                                 | Finlandia                                                             | Amichevole                                                            | -                                                                     | 57’                                                                   |
| 18-6-2016                                                             | Bordeaux                                                              | Belgio                                                                | 3 – 0                                                                 | Irlanda                                                               | Euro 2016 - 1º turno                                                  | -                                                                     | 83’                                                                   |
| 22-6-2016                                                             | Nizza                                                                 | Svezia                                                                | 0 – 1                                                                 | Belgio                                                                | Euro 2016 - 1º turno                                                  | -                                                                     | 87’                                                                   |
| 7-10-2016                                                             | Bruxelles                                                             | Belgio                                                                | 4 – 0                                                                 | Bosnia ed Erzegovina                                                  | Qual. Mondiali 2018                                                   | -                                                                     | 82’                                                                   |
| 10-10-2016                                                            | Faro                                                                  | Gibilterra                                                            | 0 – 6                                                                 | Belgio                                                                | Qual. Mondiali 2018                                                   | 3                                                                     | 80’                                                                   |
| 28-3-2017                                                             | Soči                                                                  | Russia                                                                | 3 – 3                                                                 | Belgio                                                                | Amichevole                                                            | 2                                                                     | 77’                                                                   |
| 5-6-2017                                                              | Bruxelles                                                             | Belgio                                                                | 2 – 1                                                                 | Rep. Ceca                                                             | Amichevole                                                            | -                                                                     | 46’                                                                   |
| 2-6-2018                                                              | Bruxelles                                                             | Belgio                                                                | 0 – 0                                                                 | Portogallo                                                            | Amichevole                                                            | -                                                                     | 46’                                                                   |
| 10-10-2019                                                            | Bruxelles                                                             | Belgio                                                                | 9 – 0                                                                 | San Marino                                                            | Qual. Euro 2020                                                       | 1                                                                     | 76’                                                                   |
| 13-10-2019                                                            | Astana                                                                | Kazakistan                                                            | 0 – 2                                                                 | Belgio                                                                | Qual. Euro 2020                                                       | -                                                                     | 78’                                                                   |
| 19-11-2019                                                            | Bruxelles                                                             | Belgio                                                                | 6 – 1                                                                 | Cipro                                                                 | Qual. Euro 2020                                                       | 2                                                                     | 79’                                                                   |
| 8-10-2020                                                             | Bruxelles                                                             | Belgio                                                                | 1 – 1                                                                 | Costa d'Avorio                                                        | Amichevole                                                            | -                                                                     | 68’                                                                   |
| 30-3-2021                                                             | Lovanio                                                               | Belgio                                                                | 8 – 0                                                                 | Bielorussia                                                           | Qual. Mondiali 2022                                                   | 1                                                                     | 64’                                                                   |
| 21-6-2021                                                             | San Pietroburgo                                                       | Finlandia                                                             | 0 – 2                                                                 | Belgio                                                                | Euro 2020 - 1º turno                                                  | -                                                                     | 84’                                                                   |
| 2-9-2021                                                              | Tallinn                                                               | Estonia                                                               | 2 – 5                                                                 | Belgio                                                                | Qual. Mondiali 2022                                                   | -                                                                     | 73’                                                                   |
| 8-9-2021                                                              | Kazan'                                                                | Bielorussia                                                           | 0 – 1                                                                 | Belgio                                                                | Qual. Mondiali 2022                                                   | -                                                                     | 76’                                                                   |
| 13-11-2021                                                            | Bruxelles                                                             | Belgio                                                                | 3 – 1                                                                 | Estonia                                                               | Qual. Mondiali 2022                                                   | 1                                                                     | 83’                                                                   |
| 26-3-2022                                                             | Dublino                                                               | Irlanda                                                               | 2 – 2                                                                 | Belgio                                                                | Amichevole                                                            | -                                                                     | 83’                                                                   |
| 29-3-2022                                                             | Bruxelles                                                             | Belgio                                                                | 3 – 0                                                                 | Burkina Faso                                                          | Amichevole                                                            | 1                                                                     | 69’                                                                   |
| Totale                                                                |                                                                       | Presenze                                                              | 45                                                                    |                                                                       | Reti                                                                  | 18                                                                    |                                                                       |

## Palmarès

### Club
- Campionato belga: 1

Standard Liegi: 2008-2009

### Individuale
- Capocannoniere della Major League Soccer: 1

2024 (23 reti)
- MLS Best XI: 1

2024